# والنتینا آرتمیوا
والنتینا آرتمیوا (به انگلیسی: Valentina Artemyeva) زادهٔ ۸ دسامبر ۱۹۸۶ میلادی شناگر اهل کشور روسیه است.